# Hyperolius jackie
Espèce
Statut de conservation UICN

 DD  : Données insuffisantes
Hyperolius jackie est une espèce d'amphibiens de la famille des Hyperoliidae.

## Répartition
Cette espèce est endémique du Rwanda. Elle se rencontre dans le le parc national de Nyungwe dans le massif de Nyungwe.

## Étymologie
Cette espèce est nommée en l'honneur de Jacqueline Mary Buchan, l'épouse de Gordon Buchan qui après avoir fait un don au programme BIOPAT a pu choisir le nom de cette espèce.

## Publication originale
- Dehling, 2012 : An African glass frog: a new Hyperolius species (Anura: Hyperoliidae) from Nyungwe National Park, southern Rwanda. Zootaxa, no 3391, p. 52-64.